# Central nuclear Santa María de Garoña
La central nuclear Santa María de Garoña es una central nuclear de generación eléctrica del tipo BWR que tiene una potencia instalada de 460 MW. Está situada en el Valle de Tobalina en la localidad burgalesa de Santa María de Garoña, en Castilla y León, España. Se inauguró en 1971 y cesó su actividad el 6 de julio de 2013. Es propiedad y estuvo explotada por Nuclenor, empresa formada por Iberdrola y Endesa.
La producción de Garoña solía hallarse entre 3500 y 3700 GWh al año (en torno al 85-90 % de carga). En 2011, la producción fue de 3742 GWh, suponiendo el 6,5 % del total de producción nuclear nacional y el 1,4 % del total eléctrico producido nacional. Dentro del sistema energético nacional, encabezaba la producción de energía en la región del valle del Ebro alto y medio; en sus últimos años de actividad se coordinaba con la central de ciclo combinado de Arrúbal.
Desde 2006 era la central nuclear en activo más antigua de España, tras el cierre de la central nuclear José Cabrera, en Zorita. La vida útil inicialmente prevista para la central de 40 años finalizó en 2011. La última autorización de funcionamiento tenía su alcance hasta julio de 2009, fecha en la cual el Gobierno autorizó una prórroga hasta el 2013 basado en un informe del CSN que establecía una serie de límites y condiciones que la empresa operadora debía cumplir, entre los que destacan importantes obras para la adaptación tras el accidente nuclear de Fukushima I (mismo modelo de reactor y contención, aunque el diseño de Garoña fue mejorado una vez la central fue puesta en servicio) y los nuevos impuestos aprobados por el Gobierno.
La central generaba unos beneficios de 150 millones de euros anuales debido principalmente a su antigüedad (ya está amortizada), a los costes de la energía nuclear en España, no estando afectada por las disfunciones del mercado eléctrico español.
El 16 de diciembre de 2012, se produjo la parada provisional del reactor y el desacoplamiento de la Red Eléctrica para proceder al vaciado del combustible de la central. Esta decisión se tomó por la dirección de la empresa sobre la base de criterios económicos.
El 1 de agosto de 2017, el ministro de Energía anunció, siete días antes de la fecha límite, la decisión del Gobierno de denegar la autorización de continuidad del reactor nuclear de Burgos, cerrándose definitiva e irrevocablemente. El inicio de su desmantelamiento estaba previsto para 2018; no obstante, debido a la paralización del Almacén Temporal Centralizado que debería recibir sus residuos, los trabajos previos no se completaron hasta 2019 y su ejecución no comenzará hasta 2022.

## Situación geográfica
La central se encuentra en el municipio de Valle de Tobalina, en el pueblo de Santa María de Garoña. Está construida junto a un meandro del Ebro, del que toma agua para la refrigeración. Las ciudades más cercanas son Miranda de Ebro (23 km), Vitoria (43 km), Bilbao (58 km), Burgos (62 km) y Logroño (71 km)

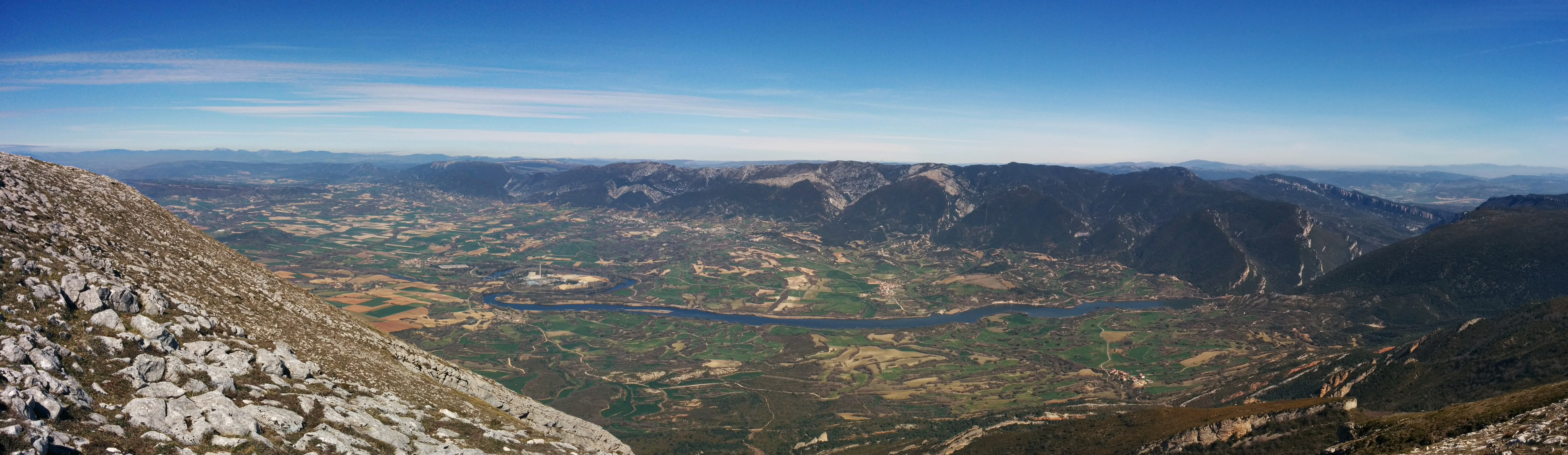
Valle de Tobalina desde el pico Humión. En el centro, la central nuclear junto al río Ebro

## Construcción

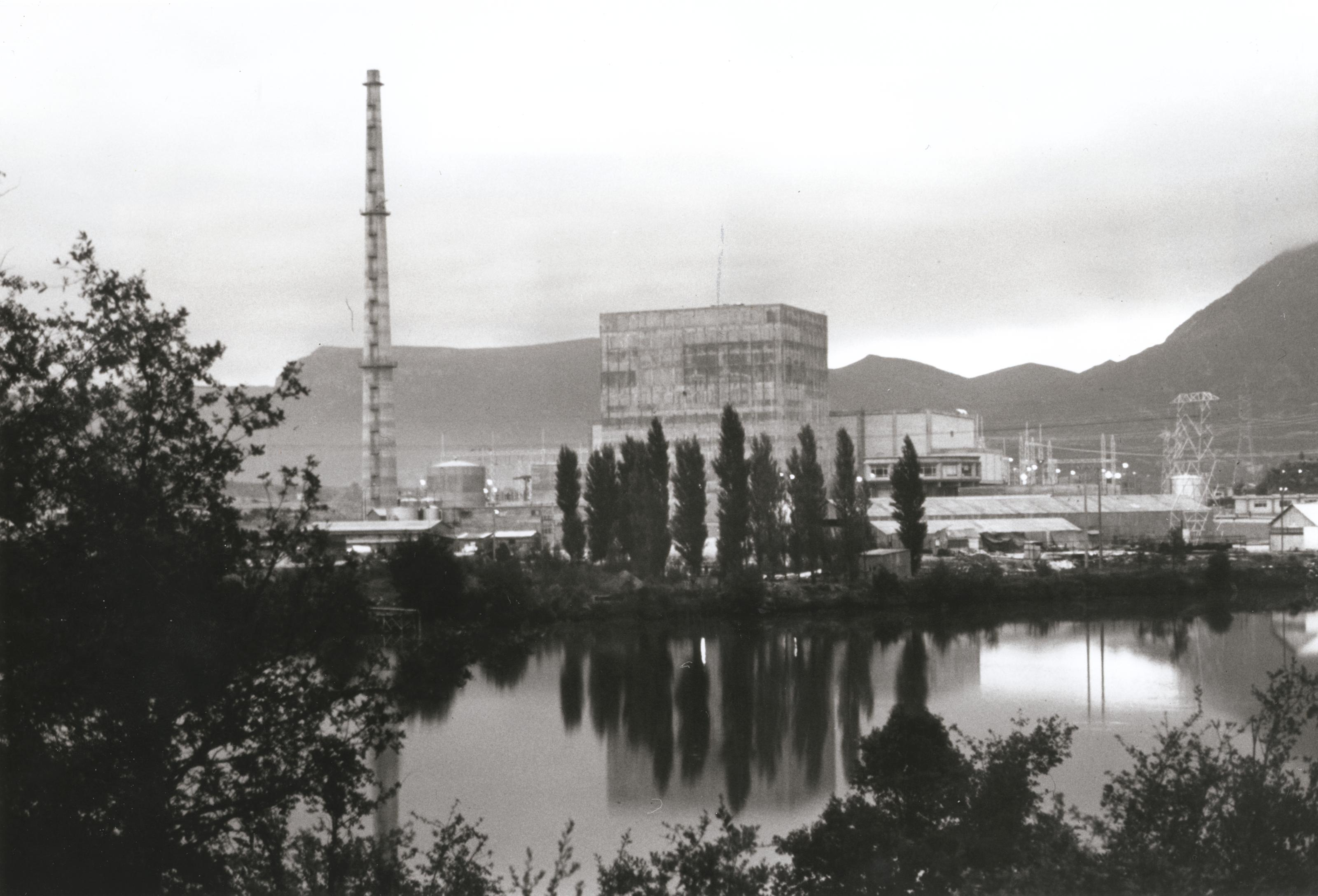
La central en torno al año 1970

El 17 de agosto de 1963 Nuclenor obtuvo la autorización para la construcción de la central. En 1965 fue seleccionado, entre las propuestas presentadas al concurso internacional, el proyecto de General Electric, que suponía la mayor central nuclear de su clase en la Europa de los años 1960. En 1966 comenzaron las obras, que culminaron en octubre de 1970 con la autorización de puesta en marcha bajo la dirección de Joaquín Cervera, ingeniero industrial. El 2 de marzo de 1971 se acopla la central a la red eléctrica española.
Su diseño corresponde al de centrales de «segunda generación», anteriores al accidente nuclear de Three Mile Island. El reactor, del tipo BWR-3 (BWR corresponde a Boiling Water Reactor -reactor de agua en ebullición-) utiliza uranio enriquecido para la generación de calor. Este calor eleva la temperatura del agua, que hierve, se vaporiza y mueve las tres turbinas generadoras de electricidad. Este reactor fue diseñado y suministrado por la empresa estadounidense General Electric.

## Producción energética
La producción de Garoña solía ser en torno 3500 - 3700 GWh al año (en torno al 90 % de carga). En 2011, la producción fue de 3742 GWh, suponiendo el 6,5 % del total de producción nuclear nacional y el 1,4 % del total eléctrico producido nacional.

## Gestión
El 2 de marzo de 1957, Iberduero y Electra de Viesgo crearon Centrales Nucleares del Norte, S.A., Nuclenor, con el objetivo de construir la central nuclear Santa María de Garoña. Esta sociedad contaba con un capital inicial de 5 millones de pesetas, suscrito al 50 % por ambas empresas matrices.
Hoy en día, como consecuencia de los movimientos accionariales que se han producido en el sector eléctrico español en las últimas décadas, la empresa Nuclenor es propiedad de Iberdrola y Endesa al 50 %.

## Impacto medioambiental en el entorno

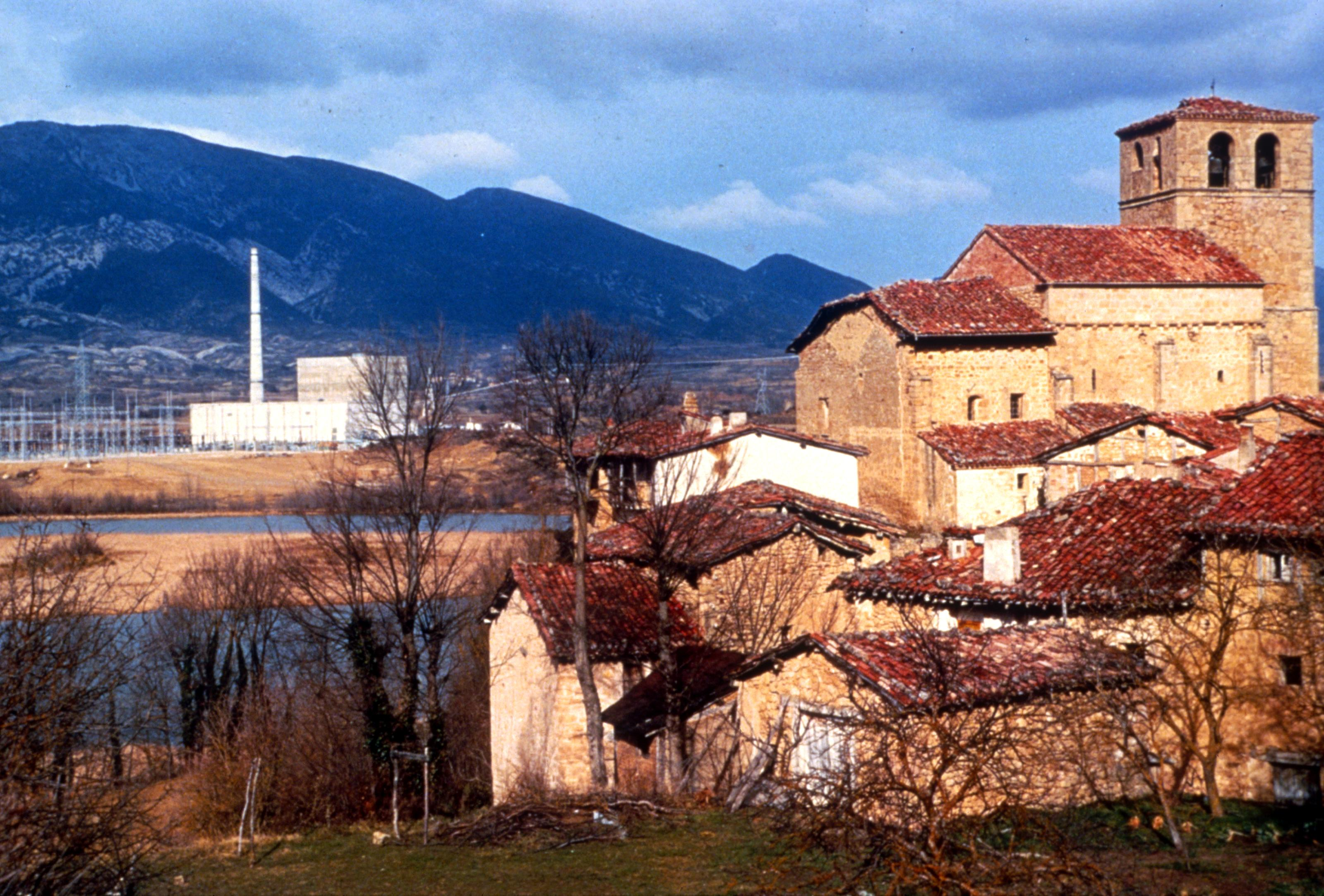
Alrededores de la central nuclear a principios de la década de 1970

Para la refrigeración de la central se emplean las aguas del río Ebro.
Greenpeace denunció un aumento de su temperatura de más de 15°, lo que provocaba, según los denunciantes, enormes problemas de eutrofización y alteración en el río. La autorización otorgada a Nuclenor por la Confederación Hidrográfica del Ebro especifica que "en el río -Ebro- el máximo incremento admisible para la temperatura tras la zona de dispersión térmica, respecto a la temperatura aguas arriba, será en cualquier caso de 3 grados".
Nuclenor desmintió tales acusaciones. A raíz de la denuncia de Greenpeace, la Fiscalía de Zaragoza abrió una serie de investigaciones que llegaron a la conclusión de que se dan puntualmente variaciones de la temperatura del agua, pero la entidad de estas no es suficiente como para provocar alteraciones en la fauna y la flora.

## Sucesos notificados por el Consejo de Seguridad Nuclear

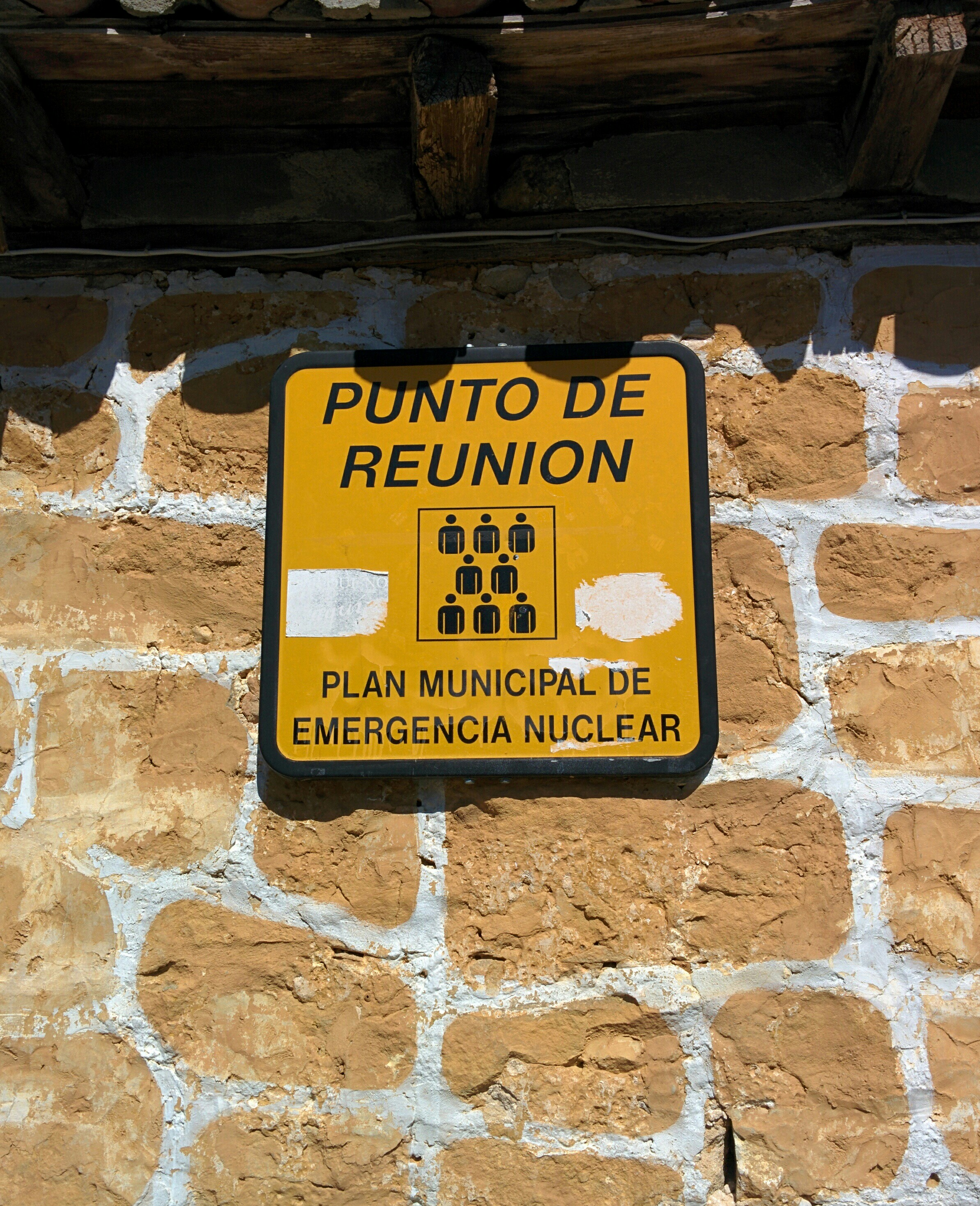
Señal indicando el punto de reunión en caso de emergencia nuclear, en Montejo de Cebas

Desde 1990 hasta 2009, Garoña ha notificado 136 sucesos, de los cuales 6 han sido clasificados como «anomalías» de nivel 1 en la Escala INES y 130 fueron clasificados de nivel 0.

### Sucesos en 1989
- El 6 de diciembre: se produjo un disparo del reactor, que bajó de nivel, debido a la rotura de la tubería de succión de la bomba de alimentación, descargando entre 66 000 y 100 000 litros de agua de condensado. Posteriormente, se evacuó el agua vertida hasta el sistema de tratamiento de residuos sólidos. [cita requerida]

### Sucesos en 1990
- El 8 de agosto: tras la parada de tres meses para proceder a la recarga del reactor, se produjo un conato de incendio, durante las tareas de conexión, de la central a la red eléctrica española. Fue catalogado por el Consejo de Seguridad Nuclear como incidente de nivel tres.[cita requerida]
- El 15 de agosto: la avería de una bomba del sistema de refrigeración produce la parada del reactor.[cita requerida]

### Sucesos en 2001
- El 4 de marzo: proceso de recarga. Se produce un escape interno de 6000 litros de agua con contaminación radioactiva, la cual cayó sobre la planta del edificio del reactor y fue canalizada a través de unos sumideros.[cita requerida]

### Sucesos en 2003
- El 12 de enero: trabajando a plena potencia, se produce el fallo de una válvula del sistema de inyección de agua al núcleo de alta presión. La propietaria tuvo que parar el reactor.[cita requerida]
- El 16 de enero: al alcanzar nuevamente plena potencia, se registró un fallo en la regulación del turboalimentador, que provocó la parada automática del reactor.[cita requerida]

### Sucesos en 2004
- Del 28 de febrero al 28 de abril: proceso de recarga. Se detectan grietas en varios componentes internos de la vasija.[cita requerida]

### Sucesos en 2007
Se notificaron cinco incidentes, todos ellos de nivel 0 en la escala INES.

### Sucesos en 2008
En el año 2008 se notificaron al CSN siete sucesos. Entre dichos sucesos, seis fueron clasificados como nivel 0 en la Escala Internacional de Sucesos Nucleares (INES) y uno como nivel 1.
- El día 19 de agosto de 2008 se contempló la posibilidad de que las baterías de las unidades ininterrumpibles de potencia (UPS) de las barras A y B del sistema de 120 V c. a. pudieran haber tenido simultáneamente una capacidad inferior a la requerida. El suceso no tuvo consecuencias, ni para el personal de la central, ni para el medio ambiente y fue clasificado como nivel 1 en la Escala Internacional de Sucesos Nucleares (INES).

Como acciones correctoras tras el suceso se decidió incrementar la frecuencia de las pruebas de capacidad y medidas de seguimiento de los parámetros de dichas baterías, la investigación para determinar la causa de su degradación prematura, la sustitución de las baterías cada 24 meses hasta determinar la causa de su degradación, la revisión del diseño, el estudio de las mejores del sistema de refrigeración de las salas, la revisión de los procedimientos de prueba y la verificación del adecuado filtrado de la tensión suministrada por sus rectificadores.

### Sucesos en 2009
En el año 2009 se notificaron al CSN ocho sucesos. Todos ellos fueron clasificados como nivel 0 (INES).

### Sucesos en 2010
En el año 2010 se notificaron al CSN cinco incidentes clasificados todos como nivel 0.

### Sucesos en 2011
En el año 2011 se notificó al CSN:
- 26 de mayo - Nivel 0 - La central nuclear de Garoña detiene un reactor por vibraciones en la turbina que produjeron una suspensión «no programada» de la actividad.[25]

### Sucesos en 2012
- 5 de junio.

Dos activistas de Greenpeace sobrevolaron la central en paramotores, arrojando botes de humo de color naranja.

## Cierre y desmantelamiento
En julio de 2009 y por orden ministerial, el Gobierno aplazó cuatro años (hasta el 5 de julio de 2013) el cierre y desmantelamiento de la central Esto provocó el descontento de organizaciones antinucleares y ecologistas. y de la empresa propietaria. La oposición encontró un nuevo argumento tras el accidente nuclear de Fukushima I en 2011, asegurando que ambas centrales son idénticas, de mismo fabricante y tecnología.

### Renovación de licencia
En 2009, la empresa propietaria Nuclenor presentó la documentación necesaria para solicitar la extensión de su vida útil 10 años más (hasta 2019). El 5 de junio de 2009 el organismo regulador español (el Consejo de Seguridad Nuclear) emitió un informe favorable a la renovación de la autorización de explotación de la central. En ese mismo informe establecía una serie de límites y condiciones que la empresa operadora debía cumplir, algunas de ellas en 2011 y otras a partir de 2013.
En julio de 2009, el Ministerio de Industria, Turismo y Comercio de España, aprobó la prórroga de explotación de la central durante cuatro años más, hasta el 6 de julio de 2013.
El comité de empresa de la central, así como los pueblos de la comarca de Garoña, abogaron por la renovación de la licencia, ya que de lo contrario se perderían (según la empresa) unos 1000 puestos de trabajo -315 directos y unos 700 indirectos-. La mayoría de los trabajadores son de Miranda de Ebro, Haro y la comarca de Las Merindades, de donde procede el 90 % de su personal y donde la crisis económica ha afectado profundamente.
Entre otras cuestiones que deben ser abordadas a la mayor brevedad posible por el Gobierno se encuentra la situación de su piscina de combustible, la cual alcanzará su máxima capacidad, con el diseño actual, hacia el año 2015. Esta situación es idéntica en otras centrales nucleares españolas, sin que el Gobierno haya establecido plazos ni elegido entre el abanico de soluciones técnicas al problema.

### Apoyos a la continuidad
UPyD Burgos, sindicatos como la Federación de Industria y de los Trabajadores Agrarios de la Unión General de Trabajadores, la Cámara de Comercio de Burgos, asociaciones de ingenieros, entre otros, apoyaron la continuidad de la planta.

### Peticiones de cierre definitivo

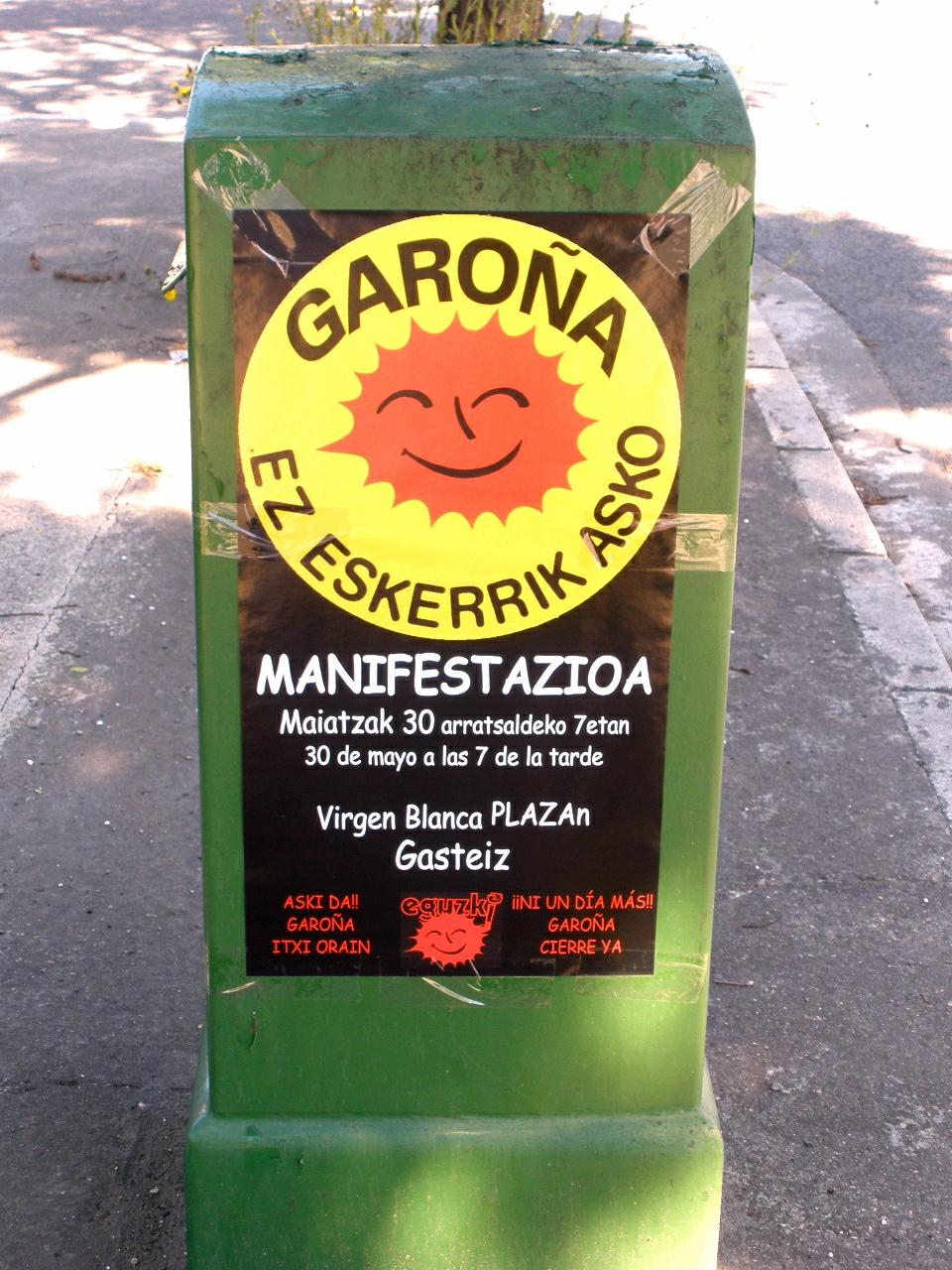
Cartel de una manifestación convocada para pedir el cierre de la central (mayo de 2009, Vitoria)

Asociaciones antinucleares y ecologistas han criticado reiteradamente su supuesta seguridad, pidiendo su cierre inmediato, alegando diversas razones: la central se encuentra próxima a importantes ciudades como Bilbao, Burgos, Haro, Miranda de Ebro, Vitoria o Logroño, su inversión está amortizada y su aportación energética es prescindible y está más que compensada por la aportación de las energías renovables. Una liberación de radiación de la central burgalesa afectaría a toda la cuenca del Ebro, en la que habitan casi 3 millones de personas.
Estos sectores también consideran que la decisión de aplazamiento del cierre por cuatro años incumple el compromiso electoral recogido en el programa del PSOE de 2008 donde se afirma:

Mantendremos el compromiso de sustitución gradual de la energía nuclear por energías seguras, limpias y menos costosas, cerrando las centrales nucleares de forma ordenada en el tiempo al final de su vida útil, dando prioridad a la garantía de seguridad y con el máximo consenso social, potenciando el ahorro y la eficiencia energética y las energías renovables, la generación distribuida y las redes de transporte y distribución local.

El Parlamento Vasco, en sesión de 12 de junio de 2009 aprobó una iniciativa, propuesta por Eusko Alkartasuna (EA), y apoyada por el Partido Socialista de Euskadi (PSE), Ezker Batua-Berdeak (EB) y Partido Nacionalista Vasco (PNV) y el voto en contra del Partido Popular (PP) y Unión Progreso y Democracia (UPyD), por la que instó al Gobierno a su cierre definitivo y mostró su oposición a la prórroga de la licencia de explotación de la central que expiraba el 5 de julio de 2009.
Tras el accidente nuclear de Fukushima I se discute de nuevo sobre los riesgos de esta central nuclear debido a sus semejanzas. Ambas pertenecen a la primera generación de centrales nucleares y comparten por ejemplo el sistema de contención Mark I, que ha sido objeto de análisis por supuestos fallos de seguridad desde comienzos de la década de 1970.
El partido político Equo ha solicitado en reiteradas ocasiones el cierre definitivo de la central de Garoña; la última de ellas fue el impulso de un manifiesto firmado por Equo, Compromís, PSOE, el grupo Izquierda Plural, ERC, Coalición Canaria, PNV, Amaiur, BNG y Geroa Bai por el que se comprometían a la no reapertura de la central nuclear de Garoña tan pronto las circunstancias legislativas lo permitieran.

### Renuncia a la solicitud de renovación
El 6 de septiembre de 2012, Endesa e Iberdrola, las empresas operadoras de la central, decidieron dejar pasar el plazo para solicitar la renovación de la licencia alegando «incertidumbre regulatoria». El portavoz adjunto del gobernante Partido Popular en el Congreso de los Diputados calificó esta inacción de "frivolidad absolutamente incomprensible", puesto que fueron ambas empresas las que solicitaron la derogación de la orden ministerial con la que el anterior Gobierno del PSOE había propuesto el cierre para 2013. El PP había hecho bandera del mantenimiento de Garoña, por lo que este hecho se considera un revés para su Gobierno.
Nuclenor señaló así mismo que «desconocen como afectarían a la central las nuevas condiciones que podrían establecerse para la actividad de generación nuclear en el marco de la reforma energética aún pendiente de aprobación por parte del Gobierno» y que «esta incertidumbre pone en duda la viabilidad económica de la planta». Los expertos han cuantificado en 31,5 millones de euros anuales las pérdidas que Garoña podría sufrir de aplicarse el anunciado canon de 10 céntimos por megavatio hora a las nucleares. Por tanto, se considera que no solicitar la renovación de la licencia de Garoña constituye un pulso al Gobierno.
Así pues, la expiración de la licencia se mantuvo en el 6 de julio de 2013. La opinión pública en las comarcas afectadas por la central fue muy variable, desde los que consideran que el cierre constituirá una catástrofe para la zona hasta quienes manifestaron que ahora están "mucho más tranquilos" aunque "el tema de los puestos de trabajo es sangrante".

### Parada
El domingo 16 de diciembre de 2012 el reactor comenzó a bajar su potencia progresivamente y a las 23.00 horas se paró completamente y se produjo el desacoplamiento de la Red Eléctrica de España. El Consejo de Seguridad Nuclear recibió notificación de la parada definitiva del reactor. Sin embargo, en mayo de 2013, el Consejo de Seguridad Nuclear resolvió conceder a los operadores de Garoña un año adicional para solicitar la prórroga de su vida útil.

### Cierre definitivo
En el Boletín Oficial del Estado (BOE), núm. 164, de 10 de julio de 2013, páginas 51383 a 51387 (5 págs.), se publicó la orden de 5 de julio de 2013 por la que se establece el cese definitivo de la explotación de la central nuclear de Santa María de Garoña (Burgos). La parada técnica real ya se había efectuado el 6 de julio de 2013.
El 1 de agosto de 2017, el ministro de energía anunció la decisión del Gobierno de denegar la autorización de continuidad del reactor nuclear de Burgos, cerrándose definitiva e irrevocablemente.

### Desmantelamiento
El inicio de su desmantelamiento estaba previsto para 2018; no obstante, debido a la paralización del Almacén Temporal Centralizado que debería recibir sus residuos, los trabajos previos no se completaron hasta 2019 y su ejecución no comenzará hasta 2022. Se estimaba que el proceso de desmantelamiento durará entre 13 y 16 años, finalizando en torno a 2033.